# Jamadagni

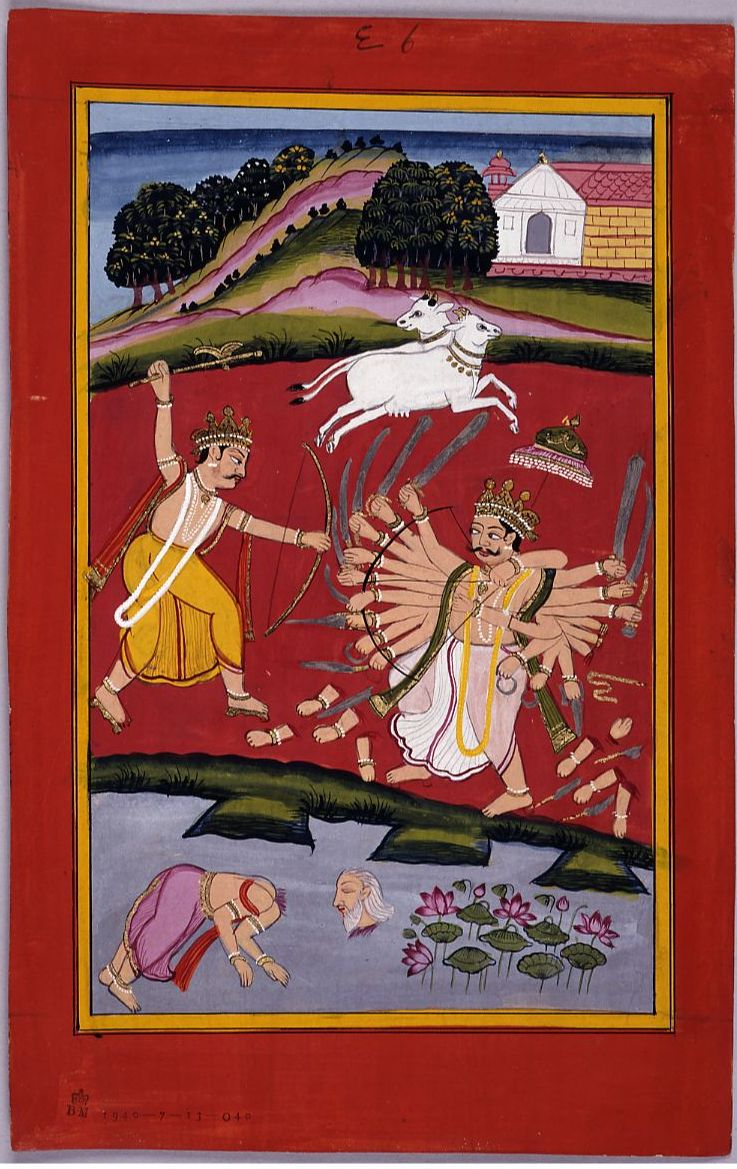
Parashurama en combat contre Kartavirya Arjuna

Jamadagni ou Jamdagni (sanskrit: जमदग्नि) est un sage, un rishi de l'hindouisme, père d'une des incarnations de Vishnu: Parashurama. L'histoire a retenu qu'il a fait tuer sa femme; et que bien plus tard lui-même fut sauvagement mis à mort. Il s'ensuivit une vengeance digne d'un dieu, orchestré par Parashurama, qui aurait décimé des milliers de gens.